# 27525 Vartovka
27525 Vartovka è un asteroide della fascia principale. Scoperto nel 2000, presenta un'orbita caratterizzata da un semiasse maggiore pari a 2,2503363 au e da un'eccentricità di 0,1785359, inclinata di 4,94301° rispetto all'eclittica.
L'asteroide è dedicato all'omonima collina presso Banská Bystrica in Slovacchia.